# John il Rosso
John il Rosso (in originale Red John), conosciuto anche come Roy Tagliaferro o con altri pseudonimi, è un personaggio immaginario e il principale antagonista nella serie televisiva statunitense The Mentalist; è interpretato da Xander Berkeley, e doppiato in italiano da Massimo De Ambrosis (negli episodi in cui ancora non si conosce la sua vera identità) e Ambrogio Colombo (negli episodi in cui invece John il Rosso è presente di persona).
Il suo vero nome è Thomas McAllister, uno sceriffo corrotto e un serial killer, con molti discepoli al suo seguito: è responsabile di circa 50 omicidi (di cui 36 compiuti di persona), e di numerosi altri crimini.

## Il personaggio
John il Rosso è un assassino seriale che uccide in California, Nevada e Messico, ed è il capo di un gruppo criminale definito "la rete di John il Rosso" (Red John's network), una sorta di setta composta da ammiratori e da persone che John lega a sé tramite favori e aiuti, e che lo venerano quasi come fosse una divinità. 
Cinque anni prima degli eventi raccontati nel primo episodio della serie, John uccide la moglie e la figlia del protagonista Patrick Jane, che si dedicherà per molti anni alla sua ricerca. Nell'episodio finale della terza stagione Fragole rosse con panna, Jane uccide un uomo che dichiara di essere Red John, tuttavia capisce presto che l'uomo non era il vero criminale, ma uno psicopatico, probabile complice di John, che si era sostituito a lui. 
Nell'episodio Red John, della sesta stagione, il vero John viene finalmente identificato e ucciso da Patrick: è lo sceriffo Thomas "Tom" McAllister, della Contea di Napa, personaggio apparso per la prima volta nel secondo episodio della serie, Capelli rossi e nastro argentato. 
Il settimanale TV Guide ha inserito Red John al 50º posto nella lista dei 60 migliori "villain" di tutti i tempi, classifica guidata da J.R. Ewing.

## Ispirazione
La figura di John il Rosso è ispirata a Keith Hunter Jesperson, detto il "killer della faccia sorridente" (Happy Face Killer), simbolo che rappresentava la sua firma nelle lettere di sfida alla polizia.
Dato che il personaggio di Patrick Jane può essere considerato una versione moderna di Sherlock Holmes, la sua nemesi John il Rosso presenta anche alcune caratteristiche simili al nemico di Holmes, il professor Moriarty: è un uomo misterioso il cui volto non viene mai mostrato, ha intelligenza e astuzia pari, se non superiori, a quelle di Jane, come egli stesso ammette, e inoltre, chiunque si avvicini troppo a capire la sua vera identità, anche i suoi stessi complici, finisce ucciso da John stesso o da qualche alleato (proprio come avviene ai nemici o ai membri dell'organizzazione di Moriarty nei racconti di Arthur Conan Doyle).
L'autore Bruno Heller, che ha ideato il personaggio di John, lo ha definito la balena bianca di Jane, il suo scopo di vita dopo la morte della sua famiglia. Inoltre, uno degli autori, nella pagina twitter degli sceneggiatori, aveva dichiarato prima della quarta stagione che dietro Red John era possibile si nascondesse più di una persona e che era apparso in alcuni episodi - dichiarazione ripetuta anche da Bruno Heller e dall'attore Owain Yeoman, l'interprete dell'agente Rigsby.
Heller non ha voluto inoltre inserire spiegazioni sul background e sui trucchi usati dal personaggio di John il Rosso, anche se alcune sue vicende passate, nel corso della storia, vengono accennate.

## Biografia
Non si conosce il luogo di nascita né l'infanzia o l'adolescenza di McAllister, anche se, nella sceneggiatura originale si rivela che il suo anno di nascita, avendo circa 45 anni nel 2008, dovrebbe essere attorno al 1962 o 1963. Dalla sua passione per la caccia (afferma di divertirsi a cacciare, con armi all'avanguardia, "tutto quello che ha una faccia") e la professione di sceriffo di campagna, è possibile che non sia originario della città. Non viene spiegata neanche l'origine del suo disgusto per gli uccelli, in particolare la fobia dei piccioni, talmente elevata che sembra avergli addirittura impedito di uccidere Lisbon poiché questa si trovava in una casa piena di questi animali. A circa 20-25 anni, McAllister, giovane problematico e probabile tossicodipendente (sulla lavagna degli indizi di Patrick Jane sono visibili alcune denunce per furto e occupazione di stabili vuoti compiuti negli anni '80 da giovani di strada, e articoli riguardanti piccoli episodi di criminalità), venne reclutato, con altri giovani disagiati, come bracciante avventizio e come adepto da Bret Stiles e dalla sua setta Visualize, che aveva molti programmi di recupero nelle proprie comunità.

### La presenza inVisualizealla fine degli anni ottanta
Il giovane Thomas ha partecipato al progetto agricolo con cui Bret Stiles cercava di integrare e responsabilizzare i propri adepti affidando loro il lavoro di conduzione di una fattoria; nelle intenzioni del capo della Visualize, c'era l'obiettivo di costituire un impero economico sostenuto con la produzione agricola. I membri assegnati al progetto delle fattorie erano tenuti sotto forte pressione, ed il loro lavoro a volte implementato con l'assunzione coatta di droghe sintetiche (anfetamine), nonostante fossero spesso ex drogati (McAllister, nella sua veste di sceriffo, sembra infatti mostrare un estremo disgusto per i tossicodipendenti e per le droghe); alla fine l'incompetenza dei responsabili portò al fallimento della mezza dozzina di fattorie in cui la setta aveva investito. In una di queste fattorie, gestita dal violento Lester Bradovich, nel 1988 si verifica un duplice omicidio (ai cadaveri del quale viene poi aggiunto un terzo corpo, quello del responsabile della fattoria, vittima di un terzo omicidio non correlato agli altri) di due uomini membri della setta, e avviene la comparsa del simbolo rituale di John il Rosso sulla facciata del fienile (episodio 5x13, Il fienile rosso), dipinto qualche tempo prima, forse dopo l'uccisione di un maiale da parte di John e dei suoi colleghi di lavoro; temporalmente è questo il primo omicidio che comprende la firma tipica del suo modus operandi. All'epoca pare avesse meno di trent'anni, secondo la testimonianza di una vittima (raccolta qualche tempo prima da un ex adepto, padre Di Buono, divenuto poi un prete missionario) cosa che fa apparentemente escludere a Patrick i sospettati più avanti con l'età e quelli troppo giovani, e che rivela per la prima volta, che, probabilmente, confrontando con altri delitti, è nato tra il 1960 e il 1967 circa.

### La nascita di "John il Rosso"
Dopo il 1988 il futuro John lasciò forse Visualize e ricominciò una nuova vita entrando nelle forze di polizia e divenendo poi lo sceriffo della Contea di Napa. Aspettò fino al 1998 per fare l'esordio ufficiale come serial killer, assieme ad un suo amico, Orville Tanner, che venne catturato e rivelò al processo l'esistenza di "Red John", anche se non tradì mai la sua vera identità, morendo pochi anni dopo in un ospedale psichiatrico, ufficialmente di arresto cardiaco. Tanner passò anche del tempo in cella con Jared Renfrew, al quale lui e il figlio Dumar (alias sceriffo Hardy) riveleranno alcuni dettagli su John, come particolari non pubblici dell'omicidio della moglie di Patrick Jane.

### Lo "smile" e altre firme

Il simbolo di John il Rosso

Come parte del suo modus operandi, John il Rosso disegna uno smile sul muro con il sangue della vittima, sempre in senso orario, con le tre dita della mano destra guantata di gomma. John stordisce le vittime con una mazza o un'arma elettrica, poi le finisce con un coltello, ma talvolta ha modificato il suo m.o., cambiando metodo o non lasciando il simbolo. Ad esempio, ha usato il veleno o una pistola. Viene mostrato sparare e tenere il coltello con la mano destra, ma utilizza la mano sinistra per avvelenare una vittima e appoggia la stessa mano sulla spalla di Jane. In un'altra occasione tiene una tazza da tè e beve con la mano sinistra, quindi potrebbe essere mancino. Patrick Jane dice all'agente della scientifica Brett Partridge, nell'episodio pilota: "John il Rosso pensa a sé come a uno showman;... Un artista con un forte senso del teatro... la prima cosa che uno vede è la faccia al muro. Vede per prima la faccia e capisce. Sa cosa è successo e ha paura. Allora, e solo allora, si vede il corpo della vittima. Sempre in questo ordine." Red John modifica il suo m.o. una prima volta dopo l'uccisione della moglie e della figlia di Jane, usando il loro sangue per dipingerne le unghie dei piedi a modo di smalto; ciò per sottolineare l'aver subito da Jane "calunnia nei media". Anni dopo, sapendo che il caso sarebbe stato indagato dalla squadra di cui Jane è membro nel C.B.I., John il Rosso dipinge le unghie dei piedi di una ragazza, per provocare Jane e condurlo in una trappola. In questo caso disegnò lo smile in cielo noleggiando un piccolo aeroplano pubblicitario. Le vittime sono principalmente donne di etnia caucasica. Una delle eccezioni è un uomo aiutato da Jane ad essere scarcerato in cambio di informazioni su John il Rosso. L'uomo sfugge alla custodia di Jane e lo contatta poi per spiegare che non sarebbe stato di alcun aiuto ulteriore. Jane, attraverso i rumori di fondo della conversazione, ritrova il fuggitivo, già ucciso da John. L'uomo, prima di morire, è riuscito a scrivere sul muro "he is ma..", la terza lettera dell'ultima parola è incerta, plausibilmente "man.." o "mar..", che darebbe adito all'ipotesi che si riferisse al "marshal" (sceriffo) McAllister (episodio italiano: Gli amici di John il Rosso). Nell'episodio Il ritorno di John il Rosso si scopre un altro uomo che è stato ucciso quando ha interrotto l'omicidio di sua moglie per mano di John il Rosso. Jane crede che questo si sia verificato all'inizio della carriera di Red John, e che questo abbia fatto un "errore" a causa della sua inesperienza. Jane crede che John abbia rimosso il corpo dalla scena del crimine (cosa che aveva fatto non altrimenti) per seppellire l'errore, che potrebbe portare alla sua vera identità. Nel finale della seconda stagione Risvegli in rosso, dopo aver salvato Jane dai suoi rapitori, John ha recitato una parte della poesia The Tyger di William Blake a Jane, che era legato a una sedia, salvandolo di fatto dall'essere ucciso da alcuni filmmaker propri emulatori.

### Vittime e complici
John il Rosso ha moltissimi complici, amici e seguaci. John ha ucciso molte donne e uomini, non contando le altre vittime per mano di suoi seguaci, come quelle uccise da O'Laughlin. Il primo omicidio ufficiale risale al 1998, ma in realtà ha cominciato prima, quando era molto giovane (forse con complici più vecchi), ad esempio è noto il duplice omicidio di due uomini a Elliston nel 1988, nella fattoria di Visualize.

#### La famiglia di Jane
John il Rosso è in attività con questo nome all'incirca dal 1998. Anni prima della prima stagione, presumibilmente nel 2003, Jane, che lavora in un talk show televisivo, sostiene di star usando le sue finte capacità di sensitivo per aiutare la polizia a trovare Red John. Prende in giro John, chiamandolo "piccolo uomo brutto e triste". Tornato a casa, Patrick trova un biglietto sulla porta della sua camera da letto, lasciato da John il Rosso: 
(John il Rosso)
 All'apertura della porta, Jane vede la faccia sorridente disegnata sul muro con il sangue della moglie e della figlia. Lo smile di Red John resterà sulla parete per tutta la serie, unica caratteristica saliente nella residenza di Jane, dove tutti i mobili sono stati rimossi. Jane, quando torna a casa, dorme su un materasso sotto di essa. Da quando ha ucciso la famiglia di Jane, John ha dimostrato di essere ossessionato da Jane e anche Patrick ne è ossessionato. John il Rosso ha anche rischiato la cattura solo per osservarlo, oltre ad avere ucciso il team di Bosco, in modo che Jane potesse avere indietro il caso, come dimostrato dalla dichiarazione di Rebecca. Da allora John ha ucciso quasi solamente per provocare e sfidare Jane, o coprire le sue tracce.

#### Prima stagione
In John il Rosso (episodio pilota della serie) un copycat killer, il dr. Linus Wagner, afferma in una lettera che ha ucciso 12 donne (lui sostiene di avere "12 mogli" nella lettera). Questo significa che solo 11 donne sono state uccise dal vero Red John al momento del primo episodio. La donna uccisa nel primo episodio non è una vittima del reale Red John, ma dell'emulatore.
Nell'episodio Capelli rossi e nastro argentato (il primo vero episodio della serie, dopo il "pilota") John e Patrick si incontrano di persona alla contea di Napa, ma Jane, nonostante l'inquietante sceriffo venga sospettato anche di un omicidio, non ha motivo di sospettare che McAllister sia il suo nemico. Lo sceriffo inoltre cerca di mostrarsi non troppo intelligente, perdendo sempre in un gioco di morra cinese con Jane.
Nell'episodio Gli amici di John il Rosso, un uomo con informazioni su John, Jared Renfrew, viene ucciso insieme a una prostituta. La prostituta è la dodicesima vittima femminile di Red John. Renfrew è stato un compagno di cella di Orville Tanner, partner di John il Rosso nel suo primo omicidio conosciuto all'epoca (escludendo i delitti degli anni '80). Jane ha liberato Jared dalla prigione, ma fugge prima di dire qualsiasi cosa a Jane. Renfrew chiama successivamente Jane dal Messico sul telefono della prostituta, e dice che John avrebbe saputo che lui non ha detto nulla a Jane, suggerendo che ci sia un informatore all'interno della stazione di polizia. Sulla parete, scritte col sangue forse da Renfrew (probabilmente John ha dovuto lasciarlo in fin di vita per motivi sconosciuti), vi sono le parole "Lui è ...", con una terza parola che era mar o man (He is mar). Non viene mai data spiegazione, così i fan e i commentatori della serie hanno proposto numerose interpretazioni della terza parola: mar, man, married, match, march, mars, many. Potrebbe anche essere "He's 15 Mar (n)" o l'inizio della parola "Marshal" (ufficiale), riferimento al complice dell'episodio 23, uno sceriffo o allo sceriffo stesso, ma il vero significato non è noto; Jane dice a Lisbon "non ne ho idea", ma potrebbe non aver detto tutto quello che ha capito. Il probabile significato è però Many, come detto dall'attore Owain Yeoman in un'intervista (forse un riferimento ai molti complici o alla sua "controfigura" Carter) oppure Marked (cioè "marchiato, tatuato"): John, come gli altri dell'Associazione Blake, ha una sorta di tatuaggio di riconoscimento formato da tre puntini sulla spalla, come si rivela nella stagione 6). Renfrew potrebbe averlo visto nella lotta, come accadrà a Kira Tinsley.
Si rivela anche in questo episodio che John il Rosso ha accesso ai computer della polizia e si sente la sua voce ridere al telefono. Nell'ultimo episodio della prima stagione, Le orme di John il Rosso, John uccide Emma Plaskett, una ragazza di una piccola cittadina, e rapisce la sorella gemella, dipingendo le unghie della prima col sangue per attirare Jane. Emma è la sua tredicesima vittima femminile. Lo sceriffo locale, Hardy, si rivela come il suo complice, e anche il figlio del primo complice di Red John (Orville Tanner), Dumar Tanner, ma Jane è costretto a ucciderlo per salvare Lisbon. È anche rivelato che John il Rosso, sotto lo pseudonimo di Roy Tagliaferro, ha avuto una relazione passata con una donna cieca di nome Rosalind Harker. Il suo marchio è sopra il suo letto. Tuttavia, in una scena, lo spettatore osserva la lotta di Patrick Jane con lo sceriffo Hardy e un'ombra, che poi fugge (probabilmente John), davanti a un monitor, sta bevendo da una tazza di porcellana che corrisponde al set della Harker. Rosalind racconta a Jane che Roy è poco meno di un metro e ottanta, ha corti capelli lisci, non è né dolce né eccessivamente muscoloso, e amava sentirla suonare il piano, in particolare Bach. Lei dice che John è forte, con le mani ruvide.

#### Seconda stagione
Nell'episodio Il ritorno di John il Rosso, viene rivelato che Red John ha ucciso un uomo di nome Towlen Morning, che era il medico di Carter Peaks (un uomo ucciso mentre cercò di difendere la moglie da John) e lo ha congelato per poi farlo trovare in un cimitero, onde allontanare il team di Jane dal CBI mentre lui lo attacca. John il Rosso fa uccidere da Rebecca, la segretaria di Bosco, due uomini e lo stesso Bosco, uccidendo lui stesso un altro agente, attirato nello studio del dr. Morning a Stockton. Alla fine dell'episodio, John, forse di persona (come rivelato nella stagione 6 da Reede Smith), si infiltra nel CBI travestito da agente e avvelena Rebecca (la sua quattordicesima vittima femminile).

##### Bosco e la sua unità
In questo caso, John ha istruito Rebecca Anderson per uccidere Bosco e i suoi agenti. Lisbon e Jane trovano Bosco e due dei tre uomini nel loro ufficio. Bosco è gravemente ferito e gli altri due sono già morti. Jane trova Hicks (il terzo uomo) morto nello studio medico di Morning, e il logo rosso di John sul muro. Rebecca è finalmente catturata mentre cerca di finire Bosco nella sua stanza d'ospedale. Rebecca, che si rivela una seguace fanatica di John, oltre che innamorata di lui, racconta a Jane in un interrogatorio improvvisato che John aveva ucciso Bosco e il suo team in modo da "fare un favore" a Jane e che lui e John sono molto simili nel modo di fare e nelle abilità. Bosco muore in ospedale in seguito a questo episodio, proprio dopo aver detto a Jane che prenderà John il Rosso, perché commette errori, e anche di non arrestarlo, ma ucciderlo, che, tra l'altro, è il vero obiettivo di Jane. Rebecca viene quindi, come detto, avvelenata successivamente da John infiltratosi nella sede del CBI.

##### Il primo incontro
Nell'ultimo episodio della seconda stagione John il Rosso uccide un'intervistatrice di nome Jacqueline Sandoval (la quindicesima vittima femminile) perché lei lo ha definito "una bestia" in un'intervista con la sensitiva Kristina Frye. Inoltre, Red John forse rapisce Kristina. Dopo l'uccisione della Sandoval e la sparizione di Kristina, Patrick Jane, che conduce un'indagine sul fantomatico Grady Sheep, un emulatore di John, viene colpito e si risveglia legato a una sedia e di fronte a Wesley Blankfein, il principale indiziato, in possesso di un coltello, che sta fingendo di essere John il Rosso. Jane capisce che Wesley viene effettivamente manipolato da altri due studenti che stanno producendo uno "snuff movie" su John. Quando Wesley sta per uccidere Jane, un uomo vestito con un mantello scuro, John il Rosso in persona, appare, spara ai "registi", un ragazzo e una ragazza e li uccide, e spara poi all'altro studente alla gamba, poiché non sopporta gli imitatori. Red John si avvicina a Jane, quando si scopre che indossa una maschera rossa e prima di lasciare Jane, il killer recita la prima strofa della poesia The Tyger di William Blake: 
(William Blake, The Tyger)
Lascia Jane e rivela che Kristina gli manda i suoi saluti e tiene molto a lui, inoltre ripete una frase "Forza marea", che solo Kristina, Patrick e un cameriere avevano sentito.

#### Terza stagione
In seguito il leader della psicosetta Visualize, Bret Stiles dà a Jane un messaggio raggelante da parte di John, dicendo che avrebbe trovato Kristina viva in una casa. Stiles dice di sapere su Patrick e John più di quanto Jane e John immaginano, ma successivamente per sfuggire all'FBI che indaga sulle attività illegali di Visualize, va in Indonesia a fondare una sede a Giacarta, rendendosi irreperibile per quasi un anno. Secondo Stiles Red John prova una sorta di "amore" per Patrick, il suo degno rivale. Quando la squadra trova Kristina, è viva, ma non risponde. Al quartier generale della CBI, Jane utilizza quindi una candela usata da Kristina per le sue sedute, e iniziare una seduta spiritica per avere una risposta da Kristina. Quando le è stato chiesto se avesse mai visto Red John, lei risponde che non sa di cosa Jane stia parlando, oltre ad essere convinta di essere morta e di trovarsi nell'aldilà (forse a causa di un lavaggio del cervello che John le ha fatto).

##### Todd Johnson
Nell'episodio Luna rossa Jane fa arrestare Todd Johnson, assassino seriale di poliziotti. Dopo essere stato rinchiuso in una cella di detenzione nella sede CBI, Johnson dice di voler solo parlare con Jane, perché solo lui può capirlo. Quando la guardia ritorna con Jane, trova Johnson in fiamme, che sta bruciando vivo nella sua cella. Sul letto di morte, Johnson ripeté a Jane "Tigre, Tigre", indicando che era in qualche modo collegato a John il Rosso. Patrick poi avvia un'indagine segreta per trovare il killer. Nel frattempo, JJ LaRoche cerca di trovare chi ha ucciso Johnson, e infine sospetta Hightower, a causa di una prova del DNA che Jane crede modificata da Red John o uno dei suoi complici. Hightower scappa fingendo di prendere in ostaggio Jane. Jane le dice di rimanere in clandestinità, non solo per sfuggire alla polizia, ma anche a causa del pericolo rappresentato da John.

##### Timothy Carter e la falsa morte di John
Nel finale della terza stagione Fragole rosse con panna, la talpa viene identificata come l'agente dell'FBI Craig O'Laughlin, il fidanzato di Van Pelt, che viene ucciso da Hightower e Van Pelt stessa dopo che ferisce Lisbon, nel tentativo di assassinare anche Hightower. In un centro commerciale, Jane, che stava organizzando una trappola per il direttore del CBI Gale Bertram, che lui pensava essere la talpa, chiama Lisbon, ferita dalla sparatoria, e le dice di utilizzare il cellulare di O'Laughlin per ricomporre l'ultimo numero, e dire che O'Laughlin era morto. Quando Lisbon effettua la chiamata, un telefono squilla vicino a Jane, e risponde un uomo che legge un giornale. Lisbon riferisce le parole dell'uomo al telefono che sono le stesse di quello col giornale. Dopo la fine della chiamata, Jane, dopo aver avvicinato l'uomo, lo interroga: in un primo momento, l'uomo minaccia di chiamare la sicurezza, ma poi sorride, dicendo che stava scherzando e si rivela come John il Rosso. L'uomo minaccia Jane con una pistola nascosta in un giornale piegato. Dichiara che è stanco di uccidere e vuole iniziare una nuova vita, e incoraggia Jane a fare lo stesso, non prima di dichiarare di voler dargli un'ultima lezione di umiltà. Jane risponde che non sarebbe stato in grado di andare avanti fino a quando Red John sarà vivo. Jane non è convinto, ma quando l'uomo se ne va, afferma infine di essere il vero assassino della famiglia di Jane dando dettagli su di loro, rivelando particolari, come l'odore di fragole con panna dello shampoo che aveva la figlia di Jane, che solo l'assassino o un complice presente avrebbe saputo:
(Timothy Carter)
Jane, visibilmente sconvolto, uccide l'uomo con una pistola nascosta in tasca.

#### Quarta stagione
Jane è stato arrestato per l'omicidio del presunto Red John ma riesce a farsi rilasciare su cauzione e indaga sulla vittima per scagionarsi.

#### Conclusione della vicenda Carter
Nell'episodio Nastri rossi Jane capisce che quell'uomo non è John il Rosso, ma un certo Timothy Carter, uomo d'affari dal passato misterioso che insieme a sua moglie aveva rapito una donna, essendo uno psicopatico rapitore di ragazze probabilmente amico di John. Anche Rosalind, l'ex fidanzata cieca di John non riconosce il killer nel cadavere di Carter. Ancora non è noto perché Carter si trovasse là, e se abbia aiutato John nell'uccisione della famiglia di Jane, né perché abbia provocato Patrick dicendo di essere John, anche se forse è stato proprio il killer a istruirlo. Jane viene assolto perché la giuria ritiene che abbia agito per legittima difesa contro un pericoloso serial killer armato. Un seguace di John, guardia del centro commerciale, che tenta di incastrare Jane facendo sparire la pistola di Carter, viene trovato morto fulminato nella vasca da bagno in circostanze misteriose. Sally Carter si suicida in carcere, lasciando una lettera d'amore per suo marito definito "Red John".

##### Il ritorno
In Una luce rossa lampeggiante, James "Jim" Panzer (un altro serial killer), provocato da Patrick, parla contro John il Rosso in un talk show, sostenendo che John è un dilettante rispetto a sé stesso e John lo uccide quella notte per averlo così schernito. Panzer è ritenuto responsabile da John di averlo diffamato, per aver fatto affermazioni audaci su di lui, in qualità di blogger esperto della vicenda, durante un'intervista in un talk show, il che fa di lui la nona vittima maschile. Nell'intervista, Panzer ha affermato che Red John è stato dimenticato e che Jane lo ha già ucciso, ma Jane lo ha spinto a esprimersi in quella maniera, in modo da poter dimostrare che Panzer era in realtà il serial killer di San Joaquin che hanno cercato durante l'intero episodio, e che la polizia cerca da anni. Jane capisce che è lui ma non può fermarlo così lo spinge a provocare John, anche se tutti pensano che sia morto. Alla fine, Panzer viene trovato ucciso in un vicolo con la faccia disegnata dal famigerato John il Rosso su una delle pareti. Jane dimostra così che Red John è in realtà ancora vivo, mentre Lisbon credeva fosse Carter. L'agente dell'FBI Susan Darcy, che indaga su Panzer e sul ritorno di John, viene seguita e filmata nell'episodio Punta sempre sul rosso in un video inviato al CBI, con un messaggio per Patrick. Jane la convince, manipolando le prove e scrivendo una falsa lettera d'addio, per salvarla da John, che Panzer è stato ucciso dal padre suicida di una sua vittima, Tom Maier, che era un conoscente di Panzer. Successivamente John il Rosso ritorna a casa dell'ex amante Rosalind, che era stata interrogata da Darcy. Alla fine dell'episodio Il rosso è il nuovo nero, Rosalind chiama Jane dicendo che "Roy", che viene mostrato bere il tè in poltrona col volto non visibile, vuole chiarire ogni equivoco. Jane, Lisbon, Darcy, l'FBI e la SWAT irrompono a casa della Harker ma trovano la donna salva che suona il piano e dice, apparentemente scossa, che Roy è andato via. Nell'armadio trovano il cadavere dell'addetto all'obitorio, dove era stato custodito il corpo di Carter, che Darcy aveva interrogato precedentemente, ucciso come segno di sfida. In questo modo è ormai pubblica la notizia che John il Rosso è ancora vivo.
Nell'episodio Cartellino rosso per Jane John manda a Jane un messaggio nell'anniversario della morte della sua famiglia, tramite una bambina che rivela che John è un bianco, con un cappello da baseball e una voce strana. John tenta così di attirare Patrick per farne un suo discepolo. Nell'episodio La ragazza dal vestito rosso Patrick tenta di catturarlo nuovamente, tramite la seguace Lorelei Martins, ma John gli sfugge ancora, e fa uccidere anche il capo del CBI Luther Wainwright. Viene rivelato da John (al cellulare) che ha un altro amico nell'FBI.

#### Quinta stagione

##### Lorelei e gli indizi sull'identità di John
Jane riesce ad avere Lorelei in custodia, ma l'FBI (probabilmente con la regia occulta di John) gliela sottrae con un trucco, allora lui la fa evadere da un carcere federale di massima sicurezza, con l'aiuto di Bret Stiles, il potente guru della Visualize, che gli deve un favore, nell'episodio Vele rosse al tramonto. Viene rivelato da alcuni indizi che John ha ucciso la sorella di Lorelei, Miranda, e che, secondo la ragazza, lui e Jane si sono già incontrati faccia a faccia senza che Patrick lo sapesse, ed è strano che, nonostante la loro somiglianza caratteriale, "non siano diventati amici per la vita dal momento in cui si sono stretti la mano". Inoltre si scopre che la Sicurezza Interna, tramite il capo dell'FBI in California, Alexa Shultz, e, in passato, l'agente speciale Minelli, ex capo del CBI, tiene sotto controllo il caso di Red John e la vita di Jane, di cui si occupa un misterioso agente, Robert "Bob" Kirkland, all'insaputa di Patrick.
Jane crea poi una sua lista di sospetti di diverse persone viste nella serie, visibile sul suo taccuino, in cui si leggono i nomi di Brett Partridge (tecnico forense CBI), Ellis Mars (astrologo e finto sensitivo del caso Todd Johnson), Virgil Minelli (ex direttore del CBI), Towlen Morning (medico, ma deceduto e presunta vittima di RJ), Jason Cooper (vice di Bret Stiles che ha tentato di spodestarlo), Dean Harken (agente della sicurezza sulle malattie infettive e gli attacchi biologici), Vint Molinari (agente CBI, sezione persone scomparse, nel caso di Kristina Frye), Linus Wagner (psichiatra, copycat di Red John, ma in prigione), Walter Mashburn (incontentabile playboy miliardario) e Osvaldo Ardiles (assistente del procuratore distrettuale). Probabilmente vengono poi aggiunti anche altri sospetti, come il detective Ray Haffner, l'ex capo di Jane nell'episodio Rubrica rossa, il quale è un membro di Visualize da quando era un ragazzo problematico.
Una volta che Lorelei, ormai fuori controllo, capisce che John il Rosso ha ucciso la sorella, tenta di vendicarsi ma il serial killer la uccide (episodio La ragazza dal vestito rosso sangue), lasciando Jane con un altro discepolo, Jason Lennon, in coma farmacologico per le ferite, ma preso in custodia da Kirkland, e che potrebbe rivelare la verità su John. Nell'episodio Dietro il sipario rosso, però, Kirkland uccide Lennon, che si è appena svegliato, dopo avergli chiesto se per caso lo riconosce (Lennon risponde negativamente), con un'iniezione che gli causa un attacco cardiaco, fingendo poi con Jane e le infermiere di averlo visto sentirsi male mentre parlavano. Viene fatto intuire, successivamente, che Kirkland ha anche lui un interesse molto forte sulla cattura di John il Rosso.

##### La lista finale
Jane, intanto, prosegue a redigere la sua lista, in cui si trovano poi circa 30 personaggi apparsi a vario titolo nella serie (rivelati sul sito della CBS) che vengono poi ridotti a 7 (lista in cui si trova con certezza il nome del suo nemico) nell'episodio finale della quinta stagione, Le regole di John il Rosso, in cui Jane visiona un video di Lorelei e viene nuovamente sfidato da John che commette un nuovo omicidio, con vittima una donna che Jane aveva conosciuto da bambina nel circo, e "indovina" gli ultimi sospetti di Jane. La lista finale di John il Rosso comprende: Bret Stiles (leader del culto Visualize), Gale Bertram (direttore CBI), Raymond "Ray" Haffner (detective privato, ex agente FBI e CBI, nonché membro di Visualize), Reede Smith (agente FBI), Robert "Bob" Kirkland (agente della Homeland Security, che indaga su John), lo Sceriffo Thomas McAllister (uno sceriffo di Napa County incontrato nella prima stagione), Brett Partridge (capo della polizia scientifica del CBI, che viene presentato come un esperto di John il Rosso).

#### Sesta stagione

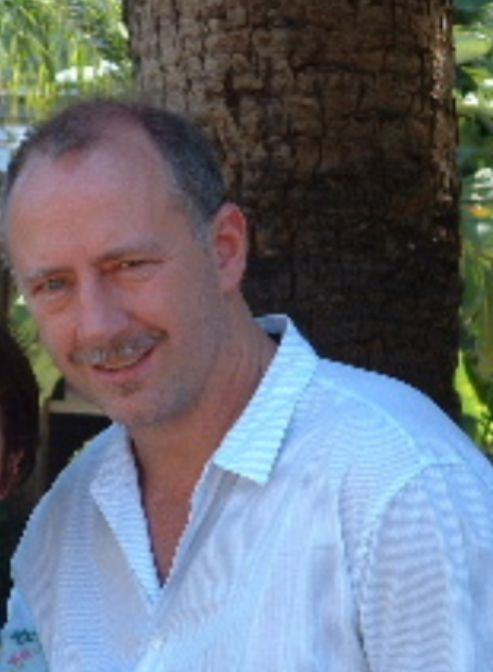
L'attore Xander Berkeley interpreta John il Rosso

Nella prima puntata della sesta stagione, Fiori rossi nel deserto, Red John uccide brutalmente uno dei sette "sospettati" ossia Brett Partridge (che morendo recita "Tigre Tigre") così nella lista ora rimangono solo 6 nomi e infine il serial killer dopo aver rapito Lisbon, chiama sul cellulare Patrick per avvertirlo che l'agente del CBI è nelle sue mani. All'arrivo della polizia John è scomparso senza ferire Lisbon, che viene trovata con il tipico smile disegnato in faccia col sangue di Partridge. Mentre Ray Haffner va a trovare Lisbon all'ospedale per assicurarsi che stia bene, Patrick scopre che John sapeva così tante cose su di lui perché aveva contattato Sophie Miller, la vecchia psichiatra di Jane, col nome Jay Roth. Sophie viene trovata morta, ma Patrick ora ha una descrizione psicologica del serial killer: ha molta pazienza e sa fischiare molto bene; narcisista, egocentrico e vanitoso; elegante e con un buon linguaggio; odia perdere; uomo di mezza età senza famiglia ma con molti amici; odia le avversità; è una persona buona e gentile in apparenza ma nasconde rabbia e oscurità; ha qualche fobia (forse acrofobia, in realtà ornitofobia). Si scopre anche che Bob Kirkland dava la caccia a John per il presunto omicidio del fratello gemello Michael, ma si imbatte in una misteriosa e potentissima organizzazione criminale collegata al CBI, all'FBI e ad altre forze dell'ordine, la cui parola d'ordine è "Tigre Tigre". Kirkland inizia a torturare e uccidere i nomi di una lista fasulla lasciata da Patrick, quando capisce l'inganno prova a torturare Jane per avere i 7 nomi della lista vera, ma viene arrestato. Durante il trasferimento viene ucciso da Reede Smith, che gli rivela di far parte dell'organizzazione. Patrick e Lisbon indagano su un omicidio avvenuto a Napa per poter indagare sullo Sceriffo McAllister, scoprendo che è un ottimo cacciatore. Quando un prominente membro della Visualize viene misteriosamente assassinato Jason Cooper chiede al CBI di lavorare con Ray Haffner al caso, che viene risolto grazie a Jane. Nel frattempo Kira Tinsley, un'investigatrice privata, viene assunta da John che le dice di essere della Visualize e di spiare il CBI. Lei fallisce e viene uccisa, ma prima di morire dice a Jane che John ha un tatuaggio sul braccio sinistro: 3 puntini. Patrick riesce a portare i 5 sospettati principali a casa sua, dove la sua famiglia è morta. Dopo aver detto che uno di loro è John il Rosso prende un fucile e li obbliga a scoprire la spalla sinistra. Lo Sceriffo McAllister per primo, poi Reede Smith e Gale Bertram rivelano di avere il tatuaggio. Jane viene fermato dal confrontarsi con McAllister da Stiles che gli mostra gli altri tatuaggi. Patrick allora punta il fucile contro i tre, ma uno sparo misterioso interrompe la scena. All'arrivo di Lisbon sul luogo dell'incontro, un'esplosione fa saltare in aria la casa di Patrick. Jane rimane solo ferito, mentre Haffner, Stiles e McAllister rimangono presumibilmente uccisi. Lisbon, vedendo il tatuaggio sulla spalla di Smith, deduce che sia proprio lui il serial killer e mentre quest'ultimo fugge lei gli spara e lo ferisce gravemente. All'ospedale Bertram tenta di uccidere Patrick, ma è costretto a fuggire mentre viene diramato un mandato di cattura per Smith. Patrick al risveglio dice a Lisbon che anche Bertram e McAllister avevano il tatuaggio. 

##### L'associazione Blake
Bertram si è già allontanato mentre viene diramato un mandato di cattura anche per lui. Su ordine di Bertram, l'organizzazione "Tigre Tigre", il cui vero nome è "Associazione Blake" (di cui anche Partridge faceva parte), vuole uccidere Smith, che si consegna al CBI in cambio di protezione. I Blake sono stati fondati da John (dal nome del suo poeta preferito, William Blake) per la copertura e l'organizzazione delle attività illecite della rete dei vari corrotti, ma non sono fedeli come i veri e propri discepoli. Smith confessa i suoi crimini incluso l'omicidio di Kirkland e rivela che anni prima lui aveva aiutato John (un membro dell'associazione) ad uccidere Rebecca, ma che non conosce la sua vera identità (né sa che è lui il leader segreto del gruppo) e che all'epoca non sapeva si trattasse proprio di John il Rosso. Lui nega di essere John e così Patrick deduce che il vero serial killer sia proprio il direttore del CBI Gale Bertram, e lo rivela in una conferenza stampa. Bertram preleva dei soldi usando lo pseudonimo "Mr. Thomas" da un deposito forse usato da Red John (in quanto stipato di bottiglie di vino della contea di Napa), uccide brutalmente un barista che lo aveva riconosciuto e poi si nasconde nella vecchia casa di sua zia. Mentre il CBI e l'FBI circondano la casa, Bertram chiama le SWAT e, confondendosi tra loro, fugge con l'aiuto dell'agente FBI Oscar Cordero dell'Associazione Blake. Alla fine l'FBI toglie il caso al CBI che viene smantellato per precauzione nel caso fossero complici di John il Rosso. Patrick devastato se ne va ma promette a Lisbon che John non ha ancora vinto. Successivamente tutti i membri del CBI vengono arrestati per sospetta complicità e mentre Patrick riesce a fuggire Bertram gli telefona chiedendogli di poterlo incontrare e Jane accetta e fissa l'incontro nella cappella del cimitero dove la sua famiglia è sepolta. Qui Bertram rivela di non essere John, ma solo un membro dell'Associazione Blake. Cordero uccide Bertram mentre alle spalle di Patrick si rivela il vero serial killer, la mente criminale che si nasconde dietro lo pseudonimo di John il Rosso: Thomas McAllister.

##### La morte di John il Rosso
McAllister rivela di aver falsificato la morte usando le conoscenze di Partridge e di essere il leader dell'Associazione Blake (un supporto ma anche un diversivo), ma che resta anonimo a gran parte dei suoi stessi membri. Ha usato una granata stordente (lo sparo che si era sentito) e sostituito il suo presunto corpo con un cadavere anonimo conservato nell'obitorio, facendo cambiare a Partridge i dati biometrici, come favore fatto all'associazione Blake, per poi ucciderlo poiché questi probabilmente aveva capito chi era o forse solo per attirare Lisbon con il GPS e spaventare Jane; poi ha salvato Jane e i due altri Blake, uccidendo invece i due membri di Visualize, Haffner e il suo vecchio mentore Stiles (l'unico a conoscere la sua vera identità). Il piano di McAllister è semplice: uccidere Jane e farlo trovare vicino al cadavere di Bertram così che la polizia avrebbe pensato ad una resa dei conti tra Patrick e John il Rosso. Inizialmente il criminale si aspetta che Patrick, prima di morire, voglia sapere altre cose su di lui, ma questi ha ben poco da chiedere, lo definisce un sociopatico pervertito e megalomane e poi lo distrae usando un piccione, da cui John è fortemente infastidito, per poi sparargli. Jane uccide poi Cordero per difesa e si appresta poi a finire lo Sceriffo quando viene distratto da una donna armata di coltello che permette al killer di fuggire. Dopo un inseguimento McAllister, sfinito e ferito gravemente, si arrende davanti ad un laghetto, in un parco. Disperato prova a chiamare il 911 ma Patrick lo interrompe. John implora pietà sostenendo di essere un sensitivo e che in cambio gli rivelerà come ha fatto a conoscere la lista, ma a Patrick non interessa, non ha intenzione di perdere altro tempo e lo immobilizza; gli domanda se sia pentito dell'omicidio di Angela e Charlotte Anne Jane. McAllister, terrorizzato e morente, risponde di sì e Patrick allora gli chiede se teme la morte. Alla risposta affermativa dello sceriffo, Jane scarica su di lui 10 anni di dolore, strangolandolo con la mano sinistra. Sconvolto ma allo stesso tempo soddisfatto, Patrick si allontana dal cadavere di Thomas McAllister (dopo avergli messo la pistola in mano per confondere le acque e provare a depistare l'FBI) e fugge dopo aver rassicurato Lisbon tramite cellulare circa il suo stato di salute e sulla vicenda attuale. John il Rosso, il più famigerato serial killer della California, è finalmente morto. Dopo la sua morte i membri dell'Associazione Blake vengono smascherati grazie ad una chiavetta USB di McAllister e arrestati, anche se è possibile che qualche affiliato o discepolo sia sopravvissuto.
Due anni dopo, Patrick è arrestato dall'FBI con l'accusa di omicidio di Thomas McAllister, ma riesce a evitare la galera iniziando a lavorare per loro. Grazie alla morte del serial killer, l'ex-sensitivo riesce finalmente ad andare avanti con la propria vita, sposandosi con Lisbon.